# Stary Goniwilk
Stary Goniwilk (prononciation : [ˈstarɨ ɡɔˈnivilk]) est un village polonais de la gmina de Żelechów dans le powiat de Garwolin de la voïvodie de Mazovie dans le centre-est de la Pologne.
Il se situe à environ 6 kilomètres au nord-ouest de Żelechów (siège de la gmina), 16 kilomètres au sud-est de Garwolin (siège du powiat) et à 72 kilomètres au sud-est de Varsovie (capitale de la Pologne).
Le village possède approximativement une population de 266 habitants.

## Histoire
De 1975 à 1998, le village appartenait administrativement à la voïvodie de Siedlce.